# Albrail
Albrail Sh.p.k. è un'azienda ferroviaria privata albanese, parte del gruppo Finman attraverso Alb-Star (che ne controlla il 66,3%), concessionaria della gestione dell'infrastruttura e del trasporto merci sulla ferrovia Fier-Valona.

## Storia
L'azienda è stata fondata nel 2016 su iniziativa di due aziende edili albanesi: Alb-Star e Matrix Konstruksion per ottenere dal Ministero dei trasporti e delle infrastrutture il rilascio di una concessione per la riattivazione del tronco Ballsh-Fier-Valona lungo la ferrovia Durazzo-Valona, in base ad un piano di investimenti sviluppato con la collaborazione dell'azienda italiana Italferr.
Il Ministero ha quindi accordato una concessione di 25 anni per il trasporto di petrolio greggio lungo la linea Fier-Valona (comprendente la diramazione Fier-Ballsh), riattivata nel dicembre 2018.